# Круница (стоматологија)
Круница или навлака је стоматолошка надокнада која се поставља на природне зубе или имплантате. Крунице имају намену да својим обликом, величином и изгледом, оштећеном природном зубу, на коме се постављају, врате првобитни облик и функцију.
Природни зуби, на које се постављају зубне крунице морају се прво преобликовати (прилагодити), како би могли на себе примити круницу. То се остварује препарацијом (брушењем) зуба високотуражним дијамантским сврдлима. Овим поступком мења се природни облик зуба, тако да је највећи обим избрушеног „патрљка“ у пределу врата зуба, односно уз десни. Тиме се омогућава, у фази навлачења вештачке крунице на брушени зуб, њено правилно позиционирање у односу на слузокожу.
Након брушења зуба узима се отисак патрљка и суседних зуба употребом посебне еластичне отисне масе различитих боја и укуса. Зубни техничар у лабораторији уз помоћ узетог отиска израђује гипсани модел на коме прави вештачку круницу. Круница зуба може бити израђена од метало-керамике, керамике, злата и сл. Након пробе и коначног моделовања, стоматолог фиксира круницу специјалном цементном масом на избрушени патрљак и доводи круницу у правилан положај према гингиви (деснима), суседним зубима и антагонистима из супротне вилице. Уз правилно одржавање, крунице или навлаке за зубе могу трајати и преко 20 година.
- Гипсани модел вилице на коме се види избрушени патрљак доњег десног другог преткутњака
- Метало-керамичка круница на гипсаном моделу вилице, спремна за цементирање у устима пацијента